# Cambiano
Cambiano – miejscowość i gmina we Włoszech, w regionie Piemont, w prowincji Turyn.
Według danych na rok 2004 gminę zamieszkiwało 5798 osób, 414,1 os./km².
Urodził się tu dyplomata papieski abp Giuseppe Burzio.